# Musica e dischi
Musica e dischi, abrégé M&D, est un magazine mensuel italien consacré à l'industrie musicale fondé en 1945 et disparu en 2014. Il était le magazine musical spécialisé le plus ancien d'Italie.
Le magazine traitait à l'origine exclusivement de musique classique, avant de devenir une référence pour les personnes travaillant dans le secteur musical, notamment grâce à l'annuaire Chi e dove (« Qui et où »), contenant chaque année toutes les adresses des maisons de disques, des studios d'enregistrement et des producteurs de musique italiens.
Le magazine Billboard a décrit la publication comme la « bible italienne du disque ».

## Historique
Il a été fondé en octobre 1945 à Milan, en Italie, à l'initiative du journaliste et musicologue Aldo Mario De Luigi, ancien directeur de la maison de disques La Voce Del Padrone-Columbia-Marconiphone (VCM, aujourd'hui EMI Italie). À l'origine, le magazine était fondé sous le nom de Musica, Dischi a été ajouté lors de la deuxième édition. Au début, le magazine traitait exclusivement de musique classique et n'était vendu que sur abonnement, mais dès les années 1950, il a commencé à aborder le jazz et la musique pop.
Dans les années 1960, Musica e dischi a commencé à publier un classement des enregistrements musicaux les plus vendus au niveau national. Après la mort d'Aldo Mario en 1968, son fils Mario De Luigi, déjà critique et rédacteur en chef du magazine depuis 1958, en est devenu le directeur, jusqu'à la fermeture.
En 1999, le site web officiel du magazine a été créé. Lors de la parution du 735e numéro en décembre 2009, le directeur de Musica e dischi, Mario De Luigi, a annoncé qu'à partir de mars 2010, le magazine serait publié en ligne et que le magazine physique cesserait d'être publié après 65 ans,.
En juin 2014, le magazine a cessé d'exister après presque 70 ans et 783 numéros, dont 737 en format physique et 46 en format numérique. Le numéro de juin avec Jacques Brel en couverture a été le dernier publié.